# Aarne Michaël Tallgren
Aarne Michaël Tallgren (Ruovesi, 8 de fevereiro de 1885 - 13 de abril de 1945) foi um arqueólogo finlandês.

## Carreira acadêmica
Tallgren começou como professor de arqueologia na Universidade de Tartu, após adquirir seu PHD em 1914. Em 1923, tornou-se o primeiro professor de arqueologia finlandesa e da região nórdica na Universidade de Helsinque, ocupando essa posição  sua morte em 1945.
A pesquisa de Tallgren concentrou-se principalmente na Idade do Bronze e no início da Idade do Ferro na Europa Oriental.
Ele foi membro estrangeiro da Real Academia Sueca de Letras, História e Antiguidades e membro honorário da Sociedade Sueca de Antiquários, e serviu como presidente da Sociedade Finlandesa de Antiquários por muitos anos. Em 1940, a Sociedade de Antiquários de Londres concedeu-lhe uma medalha pelos distintos serviços prestados à arqueologia.